# 黄埠镇 (惠东县)
黄埠镇，是中华人民共和国广东省惠州市惠东县下辖的一个乡镇级行政单位。在稔平半島偏東。
據2019年消息，全镇总面积97.7平方公里，海岸线长44.5公里，辖18个村（居）委，常住人口约12万人（其中户籍人口4.1万人，外来人口约8万人）。

## 經濟

### 鞋業
1981年，黄埠籍香港商人李炳好回乡办起了第一家鞋厂，鎮內鞋厂如雨後春筍。历经30余年发展，成为全国三大制鞋业生产基地，全镇有制鞋企业1000多家，其中规模（年销售收入2000万元以上）鞋企业51家。黄埠镇拥有全国驰名商标1个，天鹅星鞋企的品牌“KALAILIER”（卡莱莉尔，2015年）。

## 行政区划
黄埠镇下辖以下地区：
王公社区、新兴社区、下圩社区、田围社区、四门社区、群英社区、盐洲社区、博头村、望京洲村、霞坑村、沙埔村、望斗村、前寮村、联新村、西冲村、三洲村、新渔村和白沙村。